# Weißrussische Volksrepublik
Die Belarussische Volksrepublik (belarussisch Белару́ская Наро́дная Рэспу́бліка Belaruskaja Narodnaja Respublika (BNR); auch Weißrussische Volksrepublik) zeitgenössisch Weißruthenische Volksrepublik, war der erste Versuch, einen belarussischen Staat zu errichten. 
Die Republik wurde 1918 als ein deutscher Satellitenstaat durch den Rat der Belarussischen Volksrepublik (Rada BNR) gegründet und existierte bis 1919, als sie durch die Belarussische Sozialistische Sowjetrepublik (BSSR) ersetzt wurde. Obwohl die Regierung der Volksrepublik nach dem 1. Januar 1919 ins Exil ging, führten hre Anhänger noch im Winter 1920 den Aufstand von Sluzk für die belarussische Unabhängigkeit von Sowjetrussland durch. Die Rada ist bis heute aktiv und damit die älteste Exilregierungen der Welt.

## Geschichte

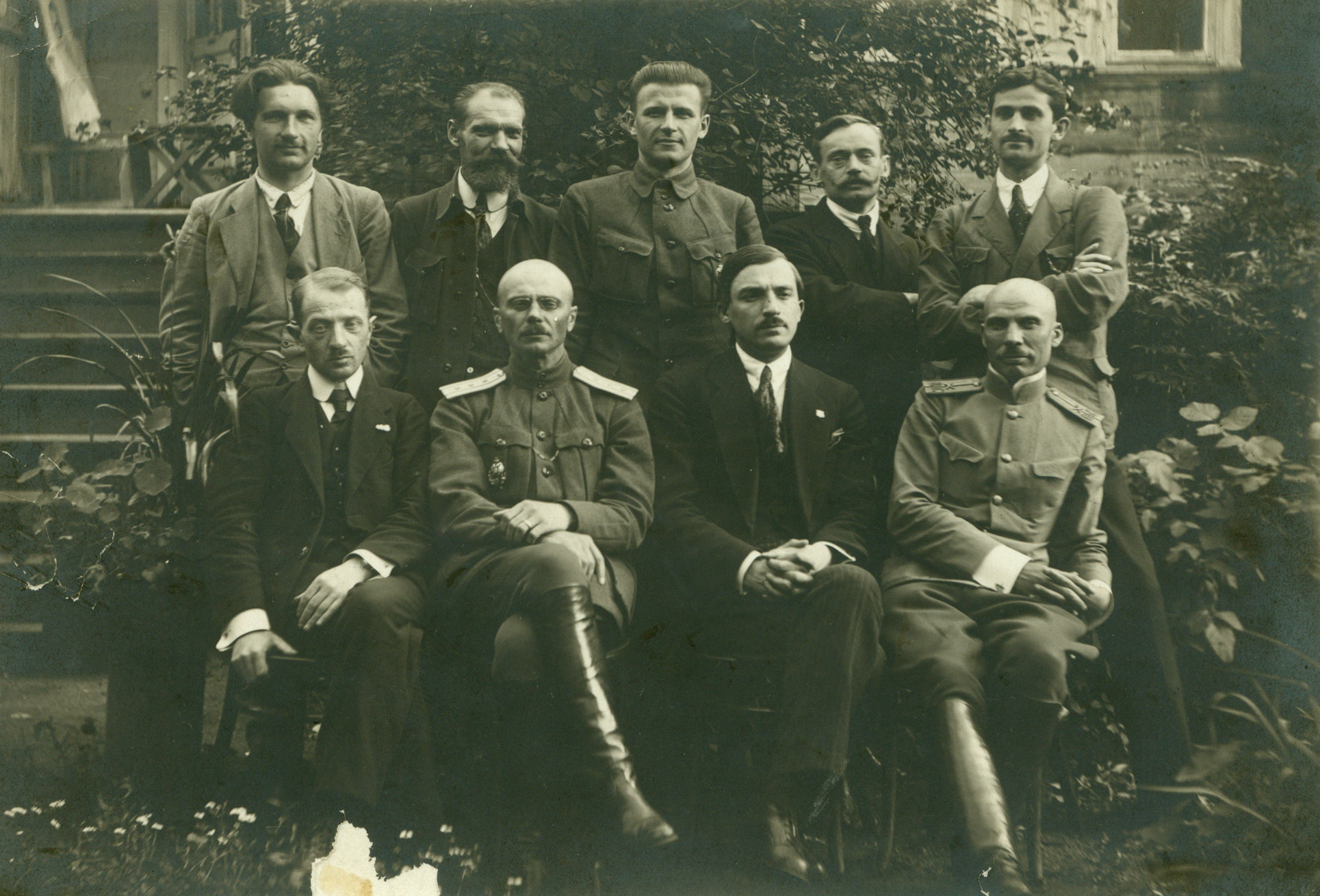
Die Gründer der BNR, von links nach rechts und hinten nach vorne: Arkads Smolitsch, Pjotr Kratscheuski, Kastus Jesawitau, Anton Aussjanik, Ljawon Sajaz, Aljaksandr Burbis, Jan Sierada, Jasep Waronka, Wassil Sacharka

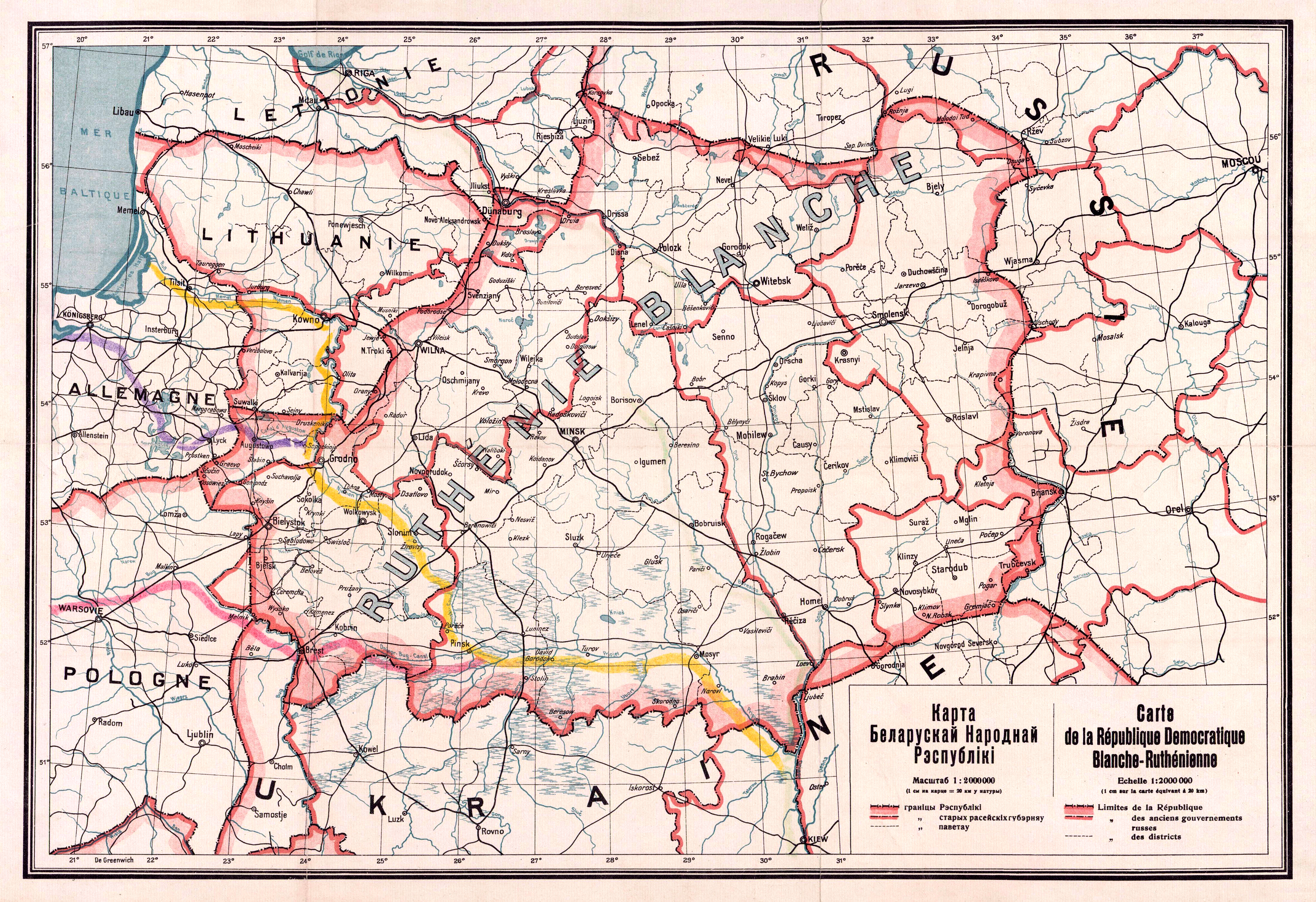
Karte von 1918

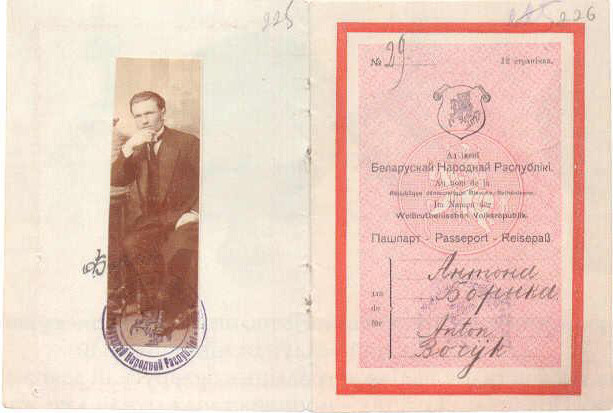
Reisepass der Belarussischen Volksrepublik

Im Dezember 1917 wurde auf dem ersten Belarussischen Volkskongress die Gründung einer unabhängigen belarussischen Republik beschlossen. Dieser Kongress wählte eine Regierung (die sogenannte Rada). Am 19. März 1918 wurde auf Initiative der Hramada-Partei die Rada in ein Parlament umgewandelt. Am 25. März 1918 wurde unter deutschem Protektorat die Belarussische Volksrepublik ausgerufen. Führende Kräfte der Republik waren die Belarussische Sozialistische Hramada, die Belarussischen Christdemokraten und der Allgemeine Jüdische Arbeiterbund.
Die Existenz der Belarussischen Volksrepublik wurde durch der Mehrheit der auf dem Land lebenden Bevölkerung nicht unterstützt. Die belarussische Elite blieb zu klein und ohne Einfluss, die Städte waren zu schwach, und die belarussische Kultur konnte nur ungenügend belebt werden. Der Regierung gelang es, verschiedene nationale Institutionen zu errichten. Belarussisch wurde als Amtssprache eingeführt, Schulen wurden eröffnet und Zeitungen veröffentlicht.
Nach Verkündigung der Unabhängigkeit baten die Vertreter der BNR den deutschen Reichskanzler Graf Georg von Hertling um die offizielle Anerkennung der Belarussischen Volksrepublik. Obwohl es nie zu einer offiziellen Anerkennung kam, wurde das Volkssekretariat als gesetzliche Regierung des Landes gesehen. Im Sommer 1918 wurde die BNR öffentlich in der russisch-deutschen Kommission von Deutschland unterstützt. Es setzte sich für die Verwirklichung des Friedensvertrags von Brest-Litowsk, die Trennung des belarussischen Territoriums von der RSFSR und die Unterstützung im Kampf gegen die Eroberungspläne seitens Polen ein.
Obwohl die KPR (B) die Regierung nie anerkannte, schrieb deren Zentralkomitee: „Die Macht der Regierung der BNR sollte an die Regierung der BSSR übergeben werden.“ Nach der Gründung der Weißrussischen Sozialistischen Sowjetrepublik (BSSR) am 1. Januar 1919 ging die Regierung der Belarussischen Volksrepublik ins Exil.
Im Winter 1920 führten Anhänger der Belarussischen Volksrepublik den Aufstand von Sluzk für die Unabhängigkeit von Sowjetrussland durch.

## Außenpolitik
Während ihrer Existenz konnte die Belarussische Volksrepublik diplomatische Beziehungen zu mehreren Staaten aufbauen. Die Ukrainische Volksrepublik war der erste Staat, welcher 1918 die BNR anerkannt hat. Im Oktober 1919 erkannte Estland die Belarussische Volksrepublik offiziell als Staat an. Im Dezember 1919 folgte eine Anerkennung seitens Finnlands.

## Nachwirkung
Die sowjetische Erinnerungskultur ignorierte diesen ersten Staatsgründungsversuch bzw. assoziierte ihn nach dem Zweiten Weltkrieg mit Faschismus und Kollaboration, da die deutschen Besatzungsbehörden in ihrem Generalbezirk Weißruthenien die Symbolik der vorsowjetischen Nationalbewegung aufnahmen. Nach dem Zerfall der Sowjetunion folgte auf eine kurze Renaissance der BNR-Traditionslinie mit der Wahl von Alexander Lukaschenko zum Staatspräsidenten (1994) die Rückkehr zu einem eng an Russland angelehnten Kurs und zu sowjetischer Symbolik. Dass die Republik Belarus im Jahr 2018 den 100. Geburtstag der Belarussischen Volksrepublik durch eine Reihe von Veranstaltungen, u. a. mit Oppositionellen, offiziell begehen ließ, sorgte dementsprechend für Überraschung.

## Ähnliche Staatsgebilde
Gegen Ende des Ersten Weltkrieges gründete das Deutsche Reich auf dem Gebiet des ehemaligen Russischen Kaiserreiches mehrere Marionettenregierungen. Diese Staaten waren jedoch weder voll unabhängig noch souverän.
- Herzogtum Kurland und Semgallen
- Königreich Finnland
- Königreich Litauen
- Vereinigtes Baltisches Herzogtum
- Regentschaftskönigreich Polen
- Ukrainischer Staat

Durch das rasche Kriegsende gingen diese Versuche, genauso wie beim Regentschaftskönigreich Polen, nie über die Planungsphase hinaus.